# Labyrinthe d'église

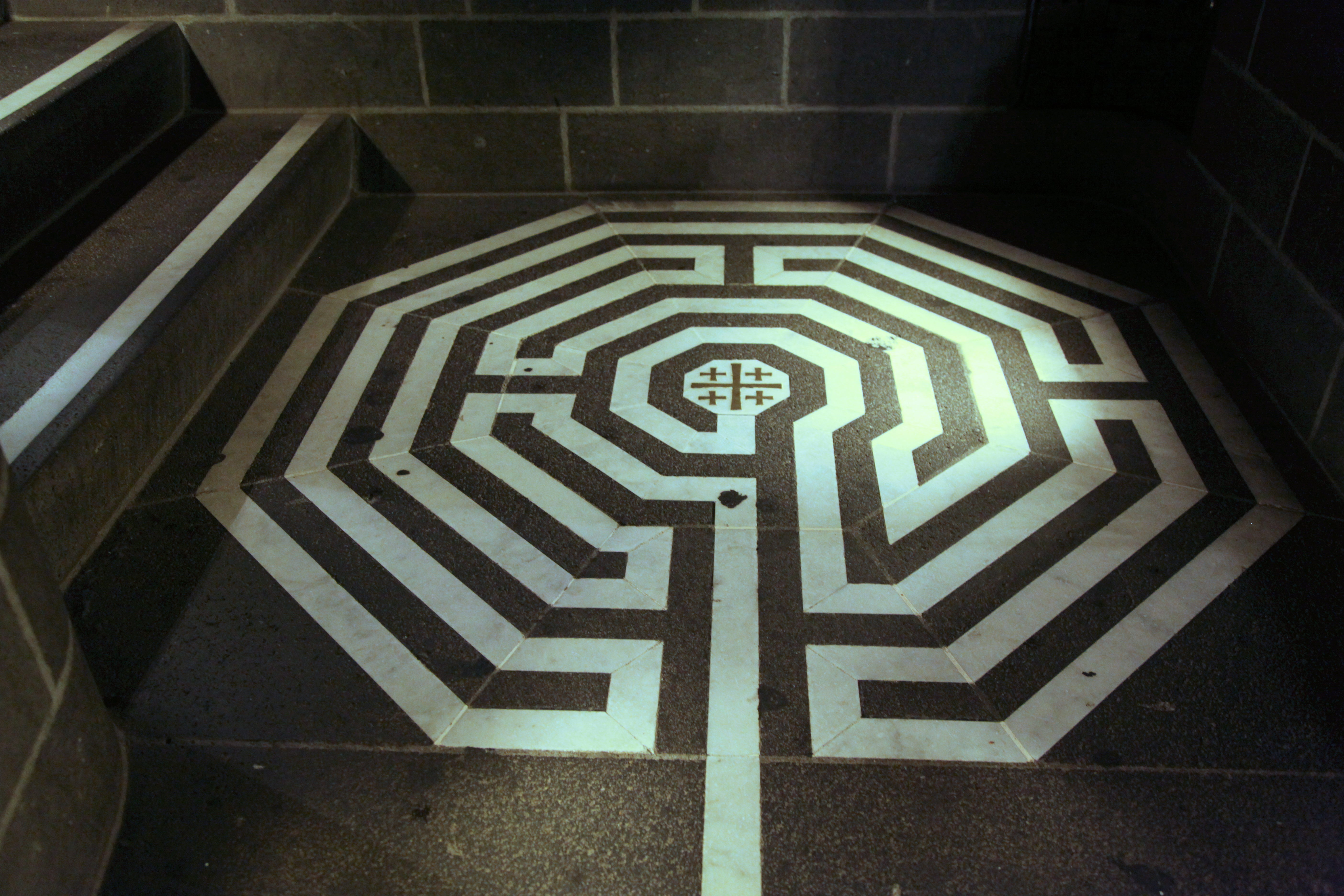
Labyrinthe d'église dans la cathédrale de Cologne.

Un labyrinthe d'église est un labyrinthe représenté sur le sol d'une église par un pavage bicolore.

## Histoire
Lorsque se développe le christianisme, bien souvent au lieu d'effacer ou de combattre les signes des rites antérieurs, le nouveau culte les récupère : ainsi sont absorbés les dieux, les temples, les cathédrales, les reliques, les fêtes agricoles et les labyrinthes présents dans les tombeaux ou les différents espaces sacrés des cultes païens où ils sont notamment destinés à piéger les esprits des morts. La Bible n'évoque aucunement l'existence de labyrinthes, si ce n'est, indirectement, celui formé par les murailles qui entouraient et protégeaient la ville de Jéricho.
Le plus ancien labyrinthe connu dans un édifice chrétien est trouvé à El-Asnam en Algérie, dans les vestiges de la basilique de San Reparatus qui date de 324. Il faut attendre le VIe siècle pour voir apparaître des labyrinthes d'églises en Europe : le plus ancien se trouve à la basilique Saint-Vital de Ravenne en Italie. Mais le symbole hautement païen du labyrinthe est abandonné durant tout le Haut Moyen Âge, pour n'être repris qu'au XIIe siècle[réf. souhaitée]. Ce trait est devenu commun à bon nombre d'églises et à la plupart des grandes cathédrales d'Europe. Les labyrinthes y sont généralement constitués de chemins uniques menant de façon oscillatoire à un centre sans impasse. Les plus vastes se trouvent dans les cathédrales françaises[réf. souhaitée] : 
- cathédrale Notre-Dame d'Amiens,
- salle du chapitre de la cathédrale Notre-Dame de Bayeux,
- cathédrale Notre-Dame de Chartres,
- chapelle de l'évêque de la cathédrale Saint-Maurice de Mirepoix,
- cathédrale Saint-Pierre de Poitiers,
- cathédrale Notre-Dame de Saint-Omer,
- basilique de Saint-Quentin.

## Labyrinthes détruits
- Cathédrale d'Auxerre, détruit en 1690
- Cathédrale Notre-Dame de Reims, détruit en 1778
- Cathédrale Notre-Dame-en-Cité d'Arras, détruit vers 1792 (ou 1793 ou 1795 ?)
- Cathédrale de Sens, détruit en 1768...

Le labyrinthe y est toujours situé du côté ouest, la direction d'où viennent les démons (l'ouest, où le soleil disparaît, représentant la direction de la mort). Ne pouvant se déplacer qu'en ligne droite, les démons étaient ainsi piégés avant d'arriver au chœur.

## Un exemple: Chartres

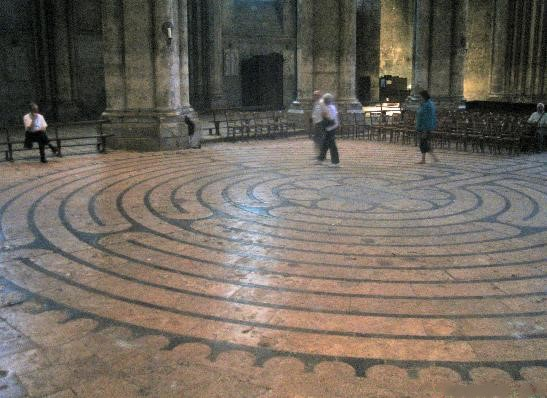
Labyrinthe de la cathédrale de Chartres.

Le labyrinthe de la cathédrale de Chartres est une figure géométrique circulaire de 12,89 m de diamètre inscrite dans toute la largeur du pavage de la nef principale, entre les troisième et quatrième travées. Elle représente un tracé continu déployé de 261,55 m, partant de l'extérieur et aboutissant au centre, en une succession de tournants et d'arcs de cercle concentriques. Son dessin sur le sol résulte d'une opposition de pavages blancs et noirs. Le centre était autrefois orné d'une plaque de cuivre qui aurait représenté Thésée, Dédale et le Minotaure (elle a été retirée en 1792),,. Autour du centre, les couloirs se déroulent en onze cercles, la perfection étant symbolisée par le nombre 12. Les croyants (et notamment les pèlerins de Compostelle) suivaient le tracé sans réellement contrôler la direction, commençant par se diriger droit au but, vers le centre, avant de s'en éloigner, le labyrinthe forçant ainsi les fidèles à de multiples détours. Les sinuosités devaient symboliser les tribulations de la vie chrétienne. Les déambulations lors de ce parcours symbolique constituent un véritable chemin spirituel et c'est l'occasion pour le croyant d'une longue introspection.
Son parcours serait composé de 276 pierres blanches dont les trois premières de dimensions différentes. Publiant la revue Caerdroia consacrée aux labyrinthes, Jeff Saward signale sur le site labyrinthos une opinion de plus en plus répandue : le nombre exact de pierres formant le tracé du labyrinthe de Chartres, 270 ou 272 pierres, correspondrait symboliquement au nombre de jours de la grossesse et donnerait au labyrinthe le sens d'une nouvelle gestation. Cet auteur met pourtant en doute la possibilité de fournir un décompte exact du nombre de pierres formant le tracé du labyrinthe, en raison des brisures apparaissant sur les pierres depuis leur pose et de possibles réparations. De telles affirmations découlent probablement d'un manuscrit non publié de Robert Ferré, A Day at Chartres (1995), qui crédite le chanoine Legaux et avant lui Jean Villette d'avoir fait un compte précis de 272 pierres. Jean Villette avait lui-même eu l'attention attirée par une note en bas de page figurant dans un article de Gilles Fresson. Paradoxalement, ce dernier n'avait compté que pour couper court à toute tentative d'interprétation exagérée, tandis qu'un ouvrage grand public donnait alors le nombre de 365 pierres. Cet exemple précis montre, parmi tant d'autres, combien le labyrinthe de Chartres, fascinant les contemporains, donne lieu à de nombreuses récupérations, issues de mouvements marqués par leur grande diversité (géobiologie, psychologie comportementale, nouvel âge, templiers, spiritualités orientales), et auxquelles il ne faut pas prêter de valeur scientifique ni historique.
Le labyrinthe n'est pas visible tout le temps, des bancs étant placés sur le dallage. Mais de Pâques à la Toussaint, et parfois le reste de l'année, il est découvert le vendredi et les fidèles peuvent y déambuler. Si le labyrinthe de Chartres est constitué d'arcs de cercles, celui d’Amiens est constitué de segments de droites, mais selon un plan rigoureusement identique à celui de Chartres. De même, la basilique de Saint-Quentin propose aussi, sur son pavé, un labyrinthe déambulatoire. La ville de Toronto au Canada s'est inspirée du labyrinthe de la cathédrale pour construire son propre labyrinthe dans le parc de Trinity Square à proximité de l'hôtel de ville.